# Calling Time
Calling Time è il quarto album in studio del DJ svedese Basshunter, pubblicato nel maggio 2013.

## Tracklist
1. Dirty (featuring Sandra) – 2:53
2. Crash & Burn – 3:09
3. Dream on the Dancefloor (Radio Edit) – 3:12
4. Calling Time – 3:07
5. Far Away – 3:42
6. Rise My Love – 2:33
7. I've Got You Now – 3:11
8. You're Not Alone – 2:57
9. Wake Up Beside Me (featuring Dulce María) – 2:41
10. Northern Light (Original Mix) – 2:49
11. Saturday – 3:00
12. Fest i hela huset (featuring Sweden Big Brother House) – 2:51
13. Lawnmower to Music – 4:21
14. Pitchy – 2:16
15. I Came Here to Party – 2:48
16. Far Away (Josh's Big Room Remix) (bonus track) – 4:56
17. Dream on the Dancefloor (Rude Dog Remix) (bonus track) – 5:10
18. Northern Light (Candlelight Version) (bonus track) – 3:09

## Classifiche
| Classifica (2013)                     | Posizione massima |
| ------------------------------------- | ----------------- |
| Stati Uniti (Dance/Electronic Albums) | 25                |